# Deutsch-Baltische Gesellschaft
Die Deutsch-Baltische Gesellschaft e. V. mit Sitz in Darmstadt (1950 bis 2006: Deutsch-Baltische Landsmannschaft im Bundesgebiet) ist eine Vereinigung von Deutsch-Balten.
Gegründet 1950 zur Sammlung der nach dem Zweiten Weltkrieg nach Deutschland umgesiedelten Landsleute, widmete sich die Bundeslandsmannschaft mit ihren Länderlandsmannschaften und Ortsgruppen insbesondere sozialen Aufgaben. Dabei führte sie zum Teil die Aufgaben des Hilfskomitees der evangelisch-lutherischen Deutsch-Balten im Hilfswerk der Evangelischen Kirche in Deutschland fort.
Zu den Aufgaben gehörten ein Reise- und Besuchsdienst für oft verstreut lebende Landsleute, Hilfslieferungen, Altenbetreuung, Erholungsreisen für Kinder und seelsorgerische Betreuung.
Heute stehen Kontakte zu den baltischen Staaten Estland und Lettland, kulturelle, wissenschaftliche und familiengeschichtliche Begegnungen im Vordergrund der Arbeit. In der Deutsch-Baltischen Gesellschaft sind viele Organisationen der Deutsch-Balten im Gesamtvorstand vertreten.

## Bundesvorsitzende
- Georg Baron Manteuffel-Szoege (1950–1962)
- Axel de Vries (1962–1963 komm.)
- Erik von Sivers (1963–1973)
- Rudolf von Wistinghausen (1973–1980)
- Klas Lackschewitz (1980–1984)
- Hans Erich Seuberlich (1984)
- Runar von Sivers (1985–1989)
- Waltraut Freifrau von Tiesenhausen (1989–1996)
- Heinz-Adolf Treu (1996–2005)
- Eckhart Neander (2005–2010)
- Frank von Auer (2010–2015)
- Christian von Boetticher (2015–2021)
- Andreas Hansen (seit 2021)

## Körperschaftliche Mitglieder
- Carl-Schirren-Gesellschaft e. V. – Deutsch-Baltisches Kulturwerk
- Deutschbaltischer Jugend- und Studentenring e. V.
- Deutschbaltische Studienstiftung
- Deutsch-Baltische Genealogische Gesellschaft e. V. (DBGG)
- Deutsch-Baltischer Kirchlicher Dienst e. V. (Hilfskomitee der ev.-luth. Deutschbalten)
- Baltische Baudenkmäler e. V.